# House of David
House of David é uma série de televisão dramática histórica bíblica americana. Criada, codirigida e coescrita pelo cineasta Jon Erwin para o Amazon Prime Video, é uma série de várias temporadas sobre a vida de David. Ambientada principalmente em Israel em 1000 a.C., a série retrata a ascensão de David, traçando sua jornada desde pastor até sua batalha contra Golias e eventual reinado com a Casa de Davi sucedendo a Casa de Saul. Michael Iskander estrela como David ao lado de Ali Suliman, Stephen Lang, Ayelet Zurer, Indy Lewis, Ethan Kai e Martyn Ford, entre muitos outros.
A série foi produzida pelo The Wonder Project, um estúdio liderado por Erwin e Kelly Merryman Hoogstraten, em colaboração com a Amazon MGM Studios, e é distribuída internacionalmente pela Lionsgate. Os criadores enfatizaram que o programa é feito para um público amplo, não apenas para pessoas religiosas.
Após quatro meses de busca por um elenco, Michael Iskander foi escolhido para interpretar David, e Martyn Ford como Golias. As filmagens ocorreram na Grécia em 2024.
A série estreou em 27 de fevereiro de 2025, com os três primeiros episódios lançados no Amazon Prime Video, seguidos por episódios semanais até 3 de abril de 2025. Recebeu elogios por seus valores de produção e fidelidade às tradições judaicas e à narrativa bíblica cristã. Foi renovada para uma segunda temporada.

## Premissa
Ambientada em 1000 a.C. em Israel, a primeira temporada narra Davi como um jovem pastor ungido pelo profeta Samuel para ser o próximo rei após a desobediência de Saul. Enquanto David continua sua jornada rumo à realeza com desafios e oportunidades de sua fé e relacionamentos, a temporada culmina com sua batalha contra o gigante filisteu Golias.

## Elenco e personagens

### Principal
- Michael Iskander como David: Um pastor em Belém que é ungido para ser o próximo rei de Israel. Poeta e músico que tocava lira, ele é o filho mais novo de Jessé e Nitzevet, irmão mais novo de Eliabe, Abinadabe, Netanel, Radai e Ozem, e parente de Joabe. Raphael Korniets interpreta David quando criança.
- Ali Suliman como Saul: O primeiro rei de Israel da tribo de Benjamim, marido de Ainoã, pai de Jónatas, Esbaal, Merabe e Mical, e primo de Abner. Ele é um ex-pastor de burros e filho de Kish.
- Ayelet Zurer como Ainoã: A primeira rainha de Israel, esposa de Saul e mãe de Jónatas, Esbaal, Merabe e Mical.
- Indy Lewis como Mical: Uma princesa de Israel, a filha mais nova de Saul e Ainoã, e irmã de Jónatas, Esbaal e Merabe.
- Ethan Kai como Jónatas: Um príncipe de Israel, o filho mais velho de Saul e Ainoã, e o irmão mais velho de Esbaal, Merabe e Mical.
- Oded Fehr como Abner: O comandante-chefe do exército de seu primo Saul.
- Louis Ferreira como Jessé: Um antigo ancião em Belém, pai de David, Eliabe, Abinadabe, Netanel, Radai e Ozem, marido de Nitzevet e parente de Joabe. Ele é filho de Obed e neto de Boaz.
- Yali Topol Margalith como Merab: Uma princesa de Israel, filha mais velha de Saul e Ainoã, e irmã de Jónatas, Esbaal e Mical.
- Sam Otto como Eshbaal: Um príncipe de Israel, o filho mais novo de Saul e Ainoã, e irmão de Jónatas, Merabe e Mical.
- Davood Ghadami como Eliabe: Um soldado de alta patente no exército de Saul, o filho mais velho de Jessé, o irmão mais velho de David, Abinadabe, Netanel, Radai e Ozem, e parente de Joabe.
- Aury Alby como Joabe: O segundo oficial em comando do exército de Saul, depois de Abner, e parente de Jessé e seus filhos.
- Stewart Scudamore como Adriel: O ancião chefe da Tribo de Judá e conselheiro de Saul. Ele é filho de Barzilai.
- Siir Tilif como Nitzevet: A mãe de David e esposa de Jesse.
- Alexander Uloom como Aquis: O rei filisteu de Gate, um dos cinco reis da Filístia e inimigo de Israel.
- Martyn Ford como Golias: Um gigante filisteu de Gate descendente de Anaquim, o último dos Nefilins, um inimigo de Israel e irmão de Lami, Isbi e Benob.
- Stephen Lang como Samuel: Um profeta e vidente do Senhor Deus, que é o último dos juízes que lideram Israel antes de ungir Saul e David como reis. Ele é filho de Elcana e Ana.
- Ashraf Barhom como Doegue: O principal servo edomita dos pastores de Saul.

### Recorrente
- Naby Dakhli como Abinadab: Um soldado de alta patente no exército de Saul, o segundo filho de Jessé, irmão de David, Eliabe, Netanel, Radai e Ozem, e parente de Joabe.
- Raresh DiMofte como Lahmi: Um gigante filisteu de Gate descendente de Anakim, o último dos Nephilim e irmão de Golias, Isbi e Benob.
- Aziz Dyab como Netanel: O quarto filho de Jessé, irmão de David, Eliabe, Abinadabe, Raddai e Ozem, e parente de Joabe.
- Stefanos Vuksanovic como Ozem: O sexto filho de Jessé, irmão de David, Eliabe, Abinadabe, Netanel e Raddai, e parente de Joabe.
- Konstantinos Krommidas como Raddai: O quinto filho de Jessé, irmão de David, Eliabe, Abinadabe, Netanel e Ozem, e parente de Joabe.
- Jeremy Xido como Agag: O rei de Amaleque e inimigo de Israel.
- Andreas Alevizos como Ishbi: Um gigante filisteu descendente de Anakim, o último dos Nephilim e irmão de Golias, Lahmi e Benob.
- Christos Villanakis como Benob: Um gigante filisteu descendente de Anaquim, o último dos Nefilins e irmão de Golias, Lami e Isbi.
- Dimitris Ziakas como Aimeleque: O sumo sacerdote levita de Israel em Nobe.
- Haydar Koyel como Ascalão: O rei filisteu de Ascalão, um dos cinco reis da Filístia e inimigo de Israel.
- Yannis Anastasakis como Ashdod: O rei filisteu de Ashdod, um dos cinco reis da Filístia e inimigo de Israel.
- Derek Horsham como Yurza: O rei filisteu de Gaza, um dos cinco reis da Filístia e inimigo de Israel.
- Sian Webber como Orpah: A mãe dos gigantes Golias, Lahmi, Ishbi e Benob.

## Episódios
| N.º | Título                       | Dirigido por         | Escrito por                                                             | Exibição original       |
| --- | ---------------------------- | -------------------- | ----------------------------------------------------------------------- | ----------------------- |
| 1 | "A Shepherd and a King"      | Jon Erwin & Jon Gunn | Roteiro: Jon Erwin & N.D. Wilson & Nathan A. Jacobs História: Jon Erwin | 27 de fevereiro de 2025 |
| Quinhentos anos após Moses dividir o Mar Vermelho, o Vidente Samuel (Stephen Lang) unge Saul (Ali Suliman) da Tribo de Benjamim como o primeiro rei do Reino de Israel por 25 anos, mas o Rei Saul gradualmente se torna orgulhoso de suas vitórias. No Vale de Elá, 1000 a.C., o pastor David (Michael Iskander) se prepara para lutar contra o gigante filisteu Golias (Martyn Ford). Um ano antes, David resgata suas ovelhas de um leão em Belém. Em Havilá, o Rei Saul e os israelitas derrotam o Rei Agague (Jeremy Xido) e os amalequitas enquanto os filisteus atacam Baal-Hazor. Em Gilgal, o Rei Saul ergue um monumento para sacrificar e celebrar com despojos de guerra, mas poupa o Rei Agague, desafiando a ordem do Senhor Deus de destruir Amaleque. Samuel recebe uma profecia em Ramá e confronta o Rei Saul com uma repreensão por desobedecer ao Senhor Deus, que o abandona e rejeita Saul como rei, escolhendo alguém melhor para substituí-lo. O Rei Saul perde a sanidade após rasgar o manto de Samuel, enquanto Samuel mata o Rei Agague. Enquanto David mata o leão em uma caverna, Samuel procura o próximo rei. |                              |                      |                                                                         |                         |
| 2 | "Deep Calls to Deep"         | Jon Erwin & Jon Gunn | Jon Erwin & Jon Gunn & N.D. Wilson                                      | 27 de fevereiro de 2025 |
| Vários anos antes, em Belém, David se torna um pária como um bastardo. Depois que a mãe de David, Nitzevet (Siir Tilif), se sacrifica para salvar David do leão, o pai de David, Jessé (Louis Ferreira), faz de David um pastor. No presente, Jessé admoesta Davi. Em Gibeá, o rei Saul e a rainha Ainoã (Ayelet Zurer) ordenam ao comandante-chefe Abner (Oded Fehr) que encontre aquele a quem Samuel unge. O rei Aquis (Alexandre Uloom) de Gate se reúne com outros reis da Filístia para planejar atacar Israel. Os irmãos mais velhos de David, Eliabe (Davood Ghadami) e Abinadabe (Naby Dakhli), e seu parente, Joabe (Aury Alby), retornam da batalha amalequita. David tenta convencer Eliabe e Abinadabe a alistá-lo no exército. O sacerdote Ahimelech (Dimitris Ziakas) ensina a Princesa Michal (Indy Lewis) sobre as escrituras. Encontrando o Rei Achish e os filisteus em Baal-Hazor, David foge com um Eliab ferido. O Rei Saul perde a sanidade novamente, e o Príncipe Jonathan (Ethan Kai) e Abner o reprimem. |                              |                      |                                                                         |                         |
| 3 | "The Anointing"              | Alexandra La Roche   | Jon Erwin & Bekah Hubbell                                               | 27 de fevereiro de 2025 |
| O rei Saul acidentalmente mata um servo com sua lança enquanto seu estado mental se deteriora. Jessé e seus outros filhos curam Eliabe. Abner ordena que o servo edomita do rei Saul, Doeg (Ashraf Barhom), encontre Samuel. Samuel vai a Belém para ungir um dos filhos de Jessé como o novo rei na direção do Senhor Deus. A rainha Ainoã, com Abner, consulta um médium para quebrar a maldição do rei Saul. O rei Aquis se encontra com a mãe dos gigantes, Orfa (Sian Webber), e os descendentes de Anaquim, incluindo Golias e Lami (Raresh DiMofte), para montar uma aliança contra Israel. Entrando em Belém, Samuel convida Jessé e seus filhos para oferecer sacrifício. Sob a orientação do Senhor Deus, Samuel rejeita os sete irmãos mais velhos de David, incluindo Eliab, Abinadab, Nethaneel (Aziz Dyab), Raddai (Konstantinos Krommidas) e Ozem (Stefanos Vuksanovic), depois de pensar que cada um poderia ser rei. Ao saber que David, o mais novo, não está presente e cuida das ovelhas, Samuel repreende Jessé, que manda buscar Davi. Quando David chega, Samuel o reconhece como o escolhido. Sob a instrução do Senhor Deus, Samuel unge David como o novo rei de Israel. Enquanto isso, o rei Saul retorna ao seu trono. |                              |                      |                                                                         |                         |
| 4 | "The Song of Moses"          | Alexandra La Roche   | Bekah Hubbell                                                           | 6 de março de 2025      |
| Antes de partir, Samuel abençoa David, que recebe o Espírito do Senhor Deus. Jessé e seus outros filhos concordam que ninguém pode saber da unção de Davi. Joabe entrega uma ordem para levar David ao palácio. Enfrentando sérias alegações, a rainha Ainoã bane o príncipe Esbaal (Sam Otto), que contamina a filha do ancião da tribo de Dã, para a cidade de refúgio de Endor, seguindo a Lei de Moisés. Em Gibeá, a rainha Ainoã convoca David para tocar a lira para confortar o rei Saul. David toca a lira e canta seu salmo, refrescando o rei Saul. David faz amizade com a princesa Mical, que ele conheceu antes, apesar do aviso de Eliabe. A princesa Mical ensina David a ler e escrever, construindo seu relacionamento. David continua a tocar a lira enquanto canta o Cântico de Moisés, ganhando o favor do rei Saul. Acreditando que o rei Saul o persegue, Samuel se esconde com sua esposa. O príncipe Esbaal se junta a alguém que embosca seu comboio. |                              |                      |                                                                         |                         |
| 5 | "The Wolf and the Lion"      | Michael Nankin       | Laura Kenar                                                             | 13 de março de 2025     |
| A rainha Ahinoam tenta encobrir a insanidade do rei Saul e mostrar força ao hospedar um banquete para receber Adriel (Stewart Scudamore), o ancião chefe da tribo de Judá. Apesar das objeções da rainha Ahinoam, Eliab e Joab, David persegue seu relacionamento com a princesa Michal. A Casa de Saul planeja se unir a Adriel, onde o rei Saul oferece uma relutante princesa Michal em casamento com um dos filhos de Adriel. Um espírito prejudicial semelhante ao rei Agag atormenta o rei Saul, mas David toca sua lira, restaurando o rei Saul, que promove Adriel como conselheiro. Considerando as negociações, o rei Saul decide que a princesa Merab (Yali Topol Margalith) se casará com um dos filhos de Adriel, observando seu carinho. Durante a cerimônia de bênção, Adriel recebe o pergaminho da Bênção de Jacó do rei Saul e o lê. O espírito prejudicial retorna para atormentar o rei Saul, que acusa Adriel de assumir seu trono. O rei Saul desce à loucura, e ele e Adriel cancelam sua aliança e o casamento da princesa Merab. Ambos incapazes de dormir, o rei Saul fala com David, convidando-o a sentar-se em seu trono. |                              |                      |                                                                         |                         |
| 6 | "Giants Awakened"            | Michael Nankin       | Jonathan Lloyd Walker                                                   | 20 de março de 2025     |
| Orpah narra a origem dos gigantes dos Nephilim como descendentes de anjos rebeldes conhecidos como os Vigilantes, incluindo Samyaza, e humanos, reconhecendo Golias, Lahmi, Ishbi (Andreas Alevizos) e Benob (Christos Villanakis) como os últimos deles. No palácio, David se aproxima do Rei Saul. Em Gate, o Rei Aquis oferece uma aliança com Orpah e Golias, fornecendo armaduras e armas de bronze micênicas para Golias e treinando-o em combate, mas recusa o pedido de Orpah pelo trono. A Princesa Mical confronta David ao descobrir o passado de David, mas confessa seu amor por ele. Doegue busca sua agenda ulterior para o Rei Aquis matando Orpah e culpando Israel e a Casa de Saul. Percebendo que sua música não pode curar a descendência do Rei Saul, David deixa Gibeá, confessando seu amor pela Princesa Mical à Princesa Merab, e volta para casa. No Monte Sinai, o príncipe Jonathan encontra Samuel, que revela que ungiu outro como o próximo rei. O príncipe Jonathan se depara com os exércitos filisteus reunidos no Vale de Elá, informando o rei Saul, Abner e Joabe. Golias embosca um acampamento israelita e retorna a Gate para vingar a morte de Orfa, aliando-se ao rei Aquis. |                              |                      |                                                                         |                         |
| 7 | "David and Goliath - Part 1" | Jon Erwin & Jon Gunn | Jon Erwin & Jon Gunn                                                    | 27 de março de 2025     |
| Jessé envia seus outros filhos, incluindo Netanel, Raddai e Ozem, exceto David, para se juntarem aos seus irmãos mais velhos na guerra. Samuel visita Jessé e David para um sacrifício. No Vale de Elá, o Rei Saul reúne os exércitos israelitas enquanto os exércitos filisteus de Gate, Ascalão, Asdode e Gaza se unem ao Rei Aquis, Rei Ascalão (Haydar Koyel), Rei Asdode (Yannis Anastasakis) e Rei Yurza (Derek Horsham). Um Golias blindado empunhando armas surge, desafiando os israelitas a enviar seu campeão para lutar contra ele e desafiando Israel e o Senhor Deus, assustando os israelitas e fazendo com que um espírito prejudicial atormente o Rei Saul. Consternado e com medo, o Rei Saul fica desorientado e procura por alguém disposto a lutar contra Golias. David conta sua visão, e Samuel a relata ao comandante do exército do Senhor, que aparece a Josué vários séculos atrás, afirmando o destino de Davi. Golias continua a intimidar os israelitas por semanas, e o príncipe Jonathan decide lutar com ele, relembrando a Batalha de Micmás. Samuel fala com Jessé para resolver o relacionamento de Jessé com Davi. Reconhecendo a profecia de Samuel, Jessé se reconcilia com David, revelando seu amor por ele e por Nitzevet, e ordena que David leve provisões para os irmãos de David no campo de batalha.                     |                              |                      |                                                                         |                         |
| 8 | "David and Goliath - Part 2" | Jon Erwin & Jon Gunn | Jon Erwin & Jonathan Lloyd Walker & Nathan A. Jacobs                    | 3 de abril de 2025      |
| Após atacar a Tribo de Zebulom que recua do acampamento israelita, os filisteus capturam o príncipe Jónatas, que se esgueira para o acampamento filisteu. Golias continua desafiando Israel por quarenta dias, estendendo seu desafio. O rei Aquis liberta o príncipe Jónatas com uma persuasão de rendição. Chegando ao acampamento com a princesa Merab, a princesa Mical conforta o rei Saul com as escrituras. O príncipe Eshbaal retorna e planeja se tornar o próximo rei a sobreviver ao trono. David chega ao acampamento, aprendendo sobre Golias. Eliabe repreende David por ter vindo, mas David se oferece para lutar contra Golias. O rei Saul convoca David, que testemunha suas experiências como pastor, escolhendo David como campeão. David se reúne e se reconcilia com a princesa Mical, confessando seu amor um pelo outro. O príncipe Jónatas encontra e descobre David como o ungido do Senhor Deus. David se aproxima de Golias, que desdenha Davi. David fala da libertação do Senhor Deus e declara sua vitória. David corre em direção a Golias, e Golias atira suas lanças, atingindo Davi. Samuel aparece, e David se levanta e atira sua pedra, atingindo Golias na testa. Enquanto Golias cai, David mata Golias cortando a cabeça de Golias. Os filisteus fogem, e os israelitas os perseguem enquanto David segura a espada de Golias. |                              |                      |                                                                         |                         |

## Produção

### Desenvolvimento
O desenvolvimento de House of David se originou do interesse de longa data do criador Jon Erwin pela história bíblica do Rei David. O fascínio de Erwin pela narrativa começou na juventude e o levou a começar a trabalhar no roteiro quando adolescente, após visitar o túmulo do Rei David em Jerusalém. Essa inspiração inicial acabou contribuindo para a criação da série de televisão anos depois. A série foi produzida pelo The Wonder Project, um estúdio fundado por Erwin e Kelly Merryman Hoogstraten, em colaboração com a Amazon MGM Studios. O interesse da Amazon em uma série bíblica de alto orçamento foi despertado quando On a Wing and a Prayer se mostrou inesperadamente popular na plataforma.
O pedido inicial da Amazon era para apenas uma temporada. Erwin disse antes do lançamento que o roteiro que ele escreveu abrange três temporadas, esperando terminá-lo.

### Elenco
O processo de seleção de House of David foi extenso, durando quatro meses para encontrar o ator ideal para o papel principal. Os cineastas disseram que os atores não precisavam ser pessoalmente religiosos, mas precisavam ficar entusiasmados com a história.
O novato Michael Iskander foi finalmente selecionado para interpretar David, marcando seu primeiro grande crédito como ator. Iskander garantiu o papel nas audições em parte porque ele havia lançado o peso e o disco no ensino médio. Junto com ele está Ali Suliman como o Rei Saul, o primeiro rei de Israel cujo relacionamento complexo com David constitui um pilar central da história. Ayelet Zurer interpreta a rainha Ahinoam, esposa de Saul, acrescentando profundidade à dinâmica da família real. O veterano ator Stephen Lang assume o papel de Samuel, o profeta que unge Davi. Além disso, o fisiculturista e ator britânico Martyn Ford foi escalado como o formidável Golias. Ford tem 2,03 m e pesa 145 kg, e na série é retratado como tendo 2,95 m por meio de perspectiva forçada e aprimoramentos digitais.
O elenco de apoio inclui Louis Ferreira como Jessé, pai de Davi; Ethan Kai como Jónatas, filho de Saul e amigo próximo de Davi; Indy Lewis como Mical, filha de Saul; Oded Fehr como Abner, o comandante do exército de Saul; Yali Topol Margalith como Merab, a filha mais velha de Saul; Nimo Hochenberg como Silas, o servo leal de Samuel; Aury Alby como Joabe, um dos guerreiros de Davi; Ashraf Barhom como Doegue, o edomita; Sam Otto como Eshbaal, outro dos filhos de Saul; Davood Ghadami como Eliabe, irmão mais velho de Davi; Alexander Uloom como Aquis, um rei filisteu; Raresh DiMofte como Lahmi; e Siir Tilif como Nitzevet, a mãe de Davi.[carece de fontes?]

### Escrita
A escrita de Casa de Davi busca apresentar uma representação diferenciada do Rei David combinando narrativas bíblicas com narrativas criativas. Co-criada e dirigida por Jon Erwin e Jon Gunn, ambos conhecidos por seu trabalho no cinema baseado na fé, a série tem como objetivo tornar a história bíblica mais compreensível para o público contemporâneo. Baseada principalmente nos primeiros capítulos de 1 Samuel, a narrativa segue a transformação de David de pastor em figura central na história de Israel. Os escritores expandem o texto bíblico para explorar suas relações com figuras-chave como o rei Saul e o profeta Samuel, acrescentando complexidade a essas interações.
A série integra referências bíblicas diretas com diálogos originais, desenvolvendo subtramas que dão profundidade aos personagens secundários, incluindo Saul, Mical e Jónatas. Ele também se aprofunda nas lutas internas de David com fé, moralidade e liderança, estendendo-se além de suas batalhas e vitórias bem documentadas.
A série pretende ser fiel à Bíblia hebraica, mas não necessariamente uma releitura estrita do relato bíblico de Davi. "Eu lembro às pessoas que isto não é Escritura. Este não é o material de origem. Esta é uma carta de amor ao material de origem", diz Erwin. Historiadores, estudiosos bíblicos e rabínicos e pastores foram consultados na redação do roteiro.
Um dos desafios em escrever a série foi criar diálogos que parecessem autênticos ao cenário histórico e, ao mesmo tempo, permanecessem acessíveis ao público moderno. Para atingir esse equilíbrio, os escritores adotaram um estilo formal, mas naturalista, evitando uma linguagem excessivamente arcaica.
Erwin e Gunn dizem que o show não é destinado apenas a pessoas religiosas, mas a um público amplo, com inspiração em The Lord of the Rings, Star Wars e Harry Potter.

### Fotografia principal
As filmagens principais de House of David começaram em 2024, com a equipe de produção selecionando a Grécia como o principal local de filmagem. A arquitetura antiga e as paisagens diversificadas do país forneceram um pano de fundo autêntico para a narrativa bíblica. Locais específicos incluíam a região de Fyli, que efetivamente representava o cenário histórico da série. Além disso, partes da série foram filmadas em Calgary, Alberta, Canadá, utilizando seus vastos terrenos para retratar vários aspectos da história.
A equipe de produção inicialmente explorou locações no Marrocos, Jordânia, Itália e Israel antes de finalizar a Grécia e o Canadá para suas paisagens e infraestrutura adequadas. As filmagens nesses locais não só proporcionaram autenticidade visual, mas também contribuíram para os altos valores de produção observados na série. Mais de 700 pessoas estiveram envolvidas na produção.
Inteligência artificial generativa foi usada em combinação com efeitos especiais tradicionais para criar uma sequência de origem para Golias. Erwin afirmou que a IA tornou a cena mais grandiosa e detalhada do que seu tempo e orçamento permitiriam usando apenas ferramentas regulares. 

### Música
A música para a série de televisão House of David foi composta por Kevin Kiner junto com seus filhos, Sean e Deana Kiner. O trio já trabalhou em séries como Star Wars: The Clone Wars e Narcos: México.
Para House of David, a composição incorpora uma mistura de instrumentação tradicional do Oriente Médio e elementos orquestrais contemporâneos, com o objetivo de se alinhar ao cenário histórico e, ao mesmo tempo, atrair o público moderno. A trilha sonora oficial da série, House of David: Season One, foi lançada digitalmente em 27 de fevereiro de 2025, para coincidir com a estreia do programa.
Além disso, um álbum de compilação intitulado Music Inspired by the Prime Video Original Series "House of David" traz músicas de vários artistas que complementam os temas da série. O álbum foi disponibilizado para pré-salvamento em 21 de fevereiro de 2025.

## Lançamento
A série estreou em 27 de fevereiro de 2025, com os três primeiros episódios disponibilizados para streaming. Novos episódios são lançados semanalmente às quintas-feiras no Prime Video, com o final da temporada programado para ir ao ar em 3 de abril de 2025.
Em sua primeira semana, a série alcançou a posição #2 na lista dos mais assistidos do Prime. A série atraiu 22 milhões de espectadores nos primeiros 17 dias, levando a Amazon Prime a renová-la rapidamente para uma segunda temporada.

## Recepção

### Resposta crítica
A série recebeu uma série de críticas positivas. No agregador de análises Rotten Tomatoes, 71% dos 7 críticos deram à série uma avaliação positiva, com uma classificação média de 7/10.
The Gospel Coalition elogiou House of David por manter um equilíbrio entre o envolvimento narrativo e a precisão bíblica. A análise destaca como o formato de várias temporadas permite um desenvolvimento mais aprofundado dos personagens em comparação aos longas-metragens. Da mesma forma, Leah MarieAnn Klett, do The Christian Post, descreve a série como "visualmente deslumbrante e espiritualmente rica", elogiando seus altos valores de produção e performances. Ela observa que o programa combina efetivamente a precisão bíblica com um drama envolvente, tornando a história acessível ao público contemporâneo. Alison Herman, da Variety, criticou House of David por sua falta de profundidade, chamando-o de "rígido e de aparência barata", apesar do investimento da Amazon em épicos bíblicos. Reconhecendo seu posicionamento como uma prequela de The Chosen, a análise cita sotaques inconsistentes, efeitos especiais pouco convincentes e uma falta de envolvimento emocional para, em última análise, considerar o show pouco inspirado, falhando em desenvolver personagens atraentes ou corresponder à intriga de dramas históricos como Shōgun. Martin Carr, da Comic Book Resources, descreve House of David como um "épico bíblico arrebatador" que adota uma grande abordagem narrativa. Ele destaca a exploração da série de lutas pelo poder político e intervenção divina, elaborando uma narrativa de triunfo contra adversidades esmagadoras que ressoa com o público contemporâneo. Joel Keller, do Decider, reconhece sua tentativa de apresentar figuras bíblicas com maior profundidade, mas argumenta que fica aquém, afirmando que os personagens "parecem mais figuras míticas do que humanos relacionáveis" e descrevendo o tom como "enfadonho e pouco inspirador".
Batya Ungar-Sargon, do The Free Press, chamou a série de "fenomenal" e elogiou sua representação das tradições judaicas. "A contribuição mais importante do programa é expor os judeus americanos liberais à maneira como muitos de nossos vizinhos cristãos nos veem — não como uma casta de vítimas oprimidas que mataram Cristo e deveriam ser odiadas por isso, mas sim como uma antiga e nobre tribo de poetas guerreiros e reis favorecidos pela bênção do Deus que servem", escreveu ela. 